# پیرسلمان

سمان روستایی ازتوابع بخش پیرسلمان شهرستان اسدآباد در استان همدان ایران است.

## جمعیت
این روستا در دهستان پیرسلیمان استان قرار دارد و براساس سرشماری مرکز آمار ایران در سال ۱۳۸۵، جمعیت آن ۳۶نفر۹خانوارمی باشد.